# NGC 2968
NGC 2968 è una galassia a spirale intermedia distante 45,7 milioni di anni luce nella costellazione del Leone. È stata scoperta da William Herschel nel 1785.

## Caratteristiche
La sua velocità rispetto alla radiazione cosmica di fondo e è 1.804 ± 19 km/s, che corrisponde a una distanza di Hubble di 26,61 ± 1,88 Mpc (∼86,8 milioni ly). NGC 2968 fu scoperta dall'astronomo anglo-tedesco William Herschel nel 1785.

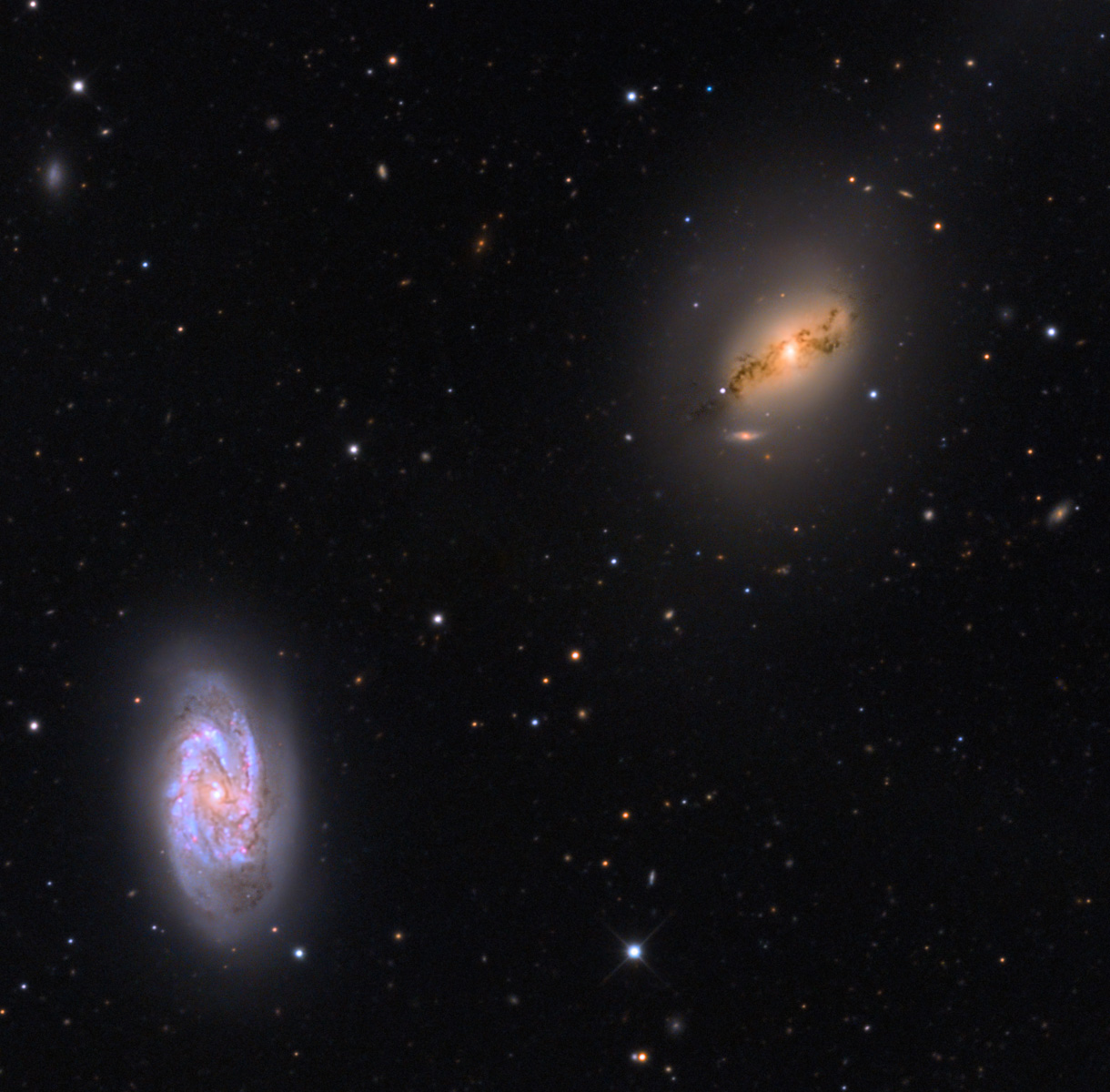
Una foto delle galassie NGC 2968 (in alto a destra) e NGC 2964 (in basso a sinistra) scattata dall'astrofotografo Adam Block (Osservatorio di Monte Lemmon, Università dell'Arizona).

La classificazione delle galassie irregolari del database NASA/IPAC si basa su un'immagine più vecchia che è meno chiara di quella dello studio SDSS della galassia NGC 2968. Si vede abbastanza chiaramente in questa immagine che NGC 2968 è una galassia a spirale intermedia o ordinaria.
NGC 2968 presenta una larga riga a 21 cm dell'idrogeno neutro.
Ad oggi, cinque misurazioni senza spostamento verso il rosso producono una distanza di 14.010 ± 9.182 Mpc (~45,7 milioni ly) che è appena fuori dall'intervallo della distanza di Hubble. Poiché questa galassia è relativamente vicina al Gruppo Locale, è probabile che questo valore sia più vicino alla distanza reale di NGC 2968. Si nota, tuttavia, che è con il valore medio delle misurazioni indipendenti, quando esistono, che il database NASA/IPAC calcola il diametro di una galassia.

### Gruppo di NGC 2964

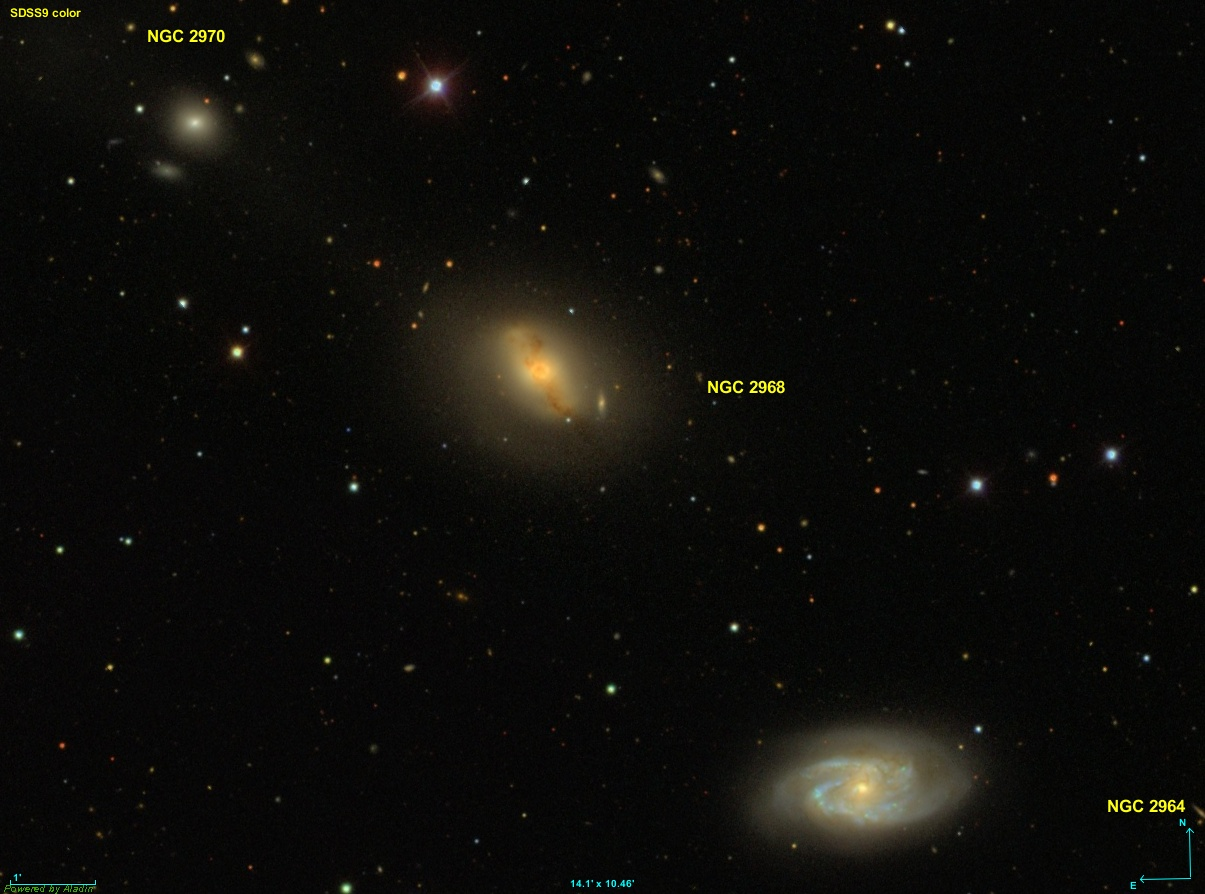
Le tre galassie NGC 2970, NGC 2968 e NGC 2964, facenti parte del gruppo di NGC 2964.

NGC 2964 e NGC 2968 formano un gruppo di galassie con la galassia NGC 3003, il gruppo di NGC 2964. Le distanze di NGC 2964, NGC 2968 e NGC 2970 sono simili e poiché sono vicine tra loro sulla sfera celeste è molto probabile che facciano parte di un gruppo fisico di galassie. Se così fosse, la galassia NGC 2970 dovrebbe essere inclusa nel gruppo NGC 2964.
Secondo Abraham Mahtessian, NGC 2964 e NGC 2968 formano una coppia di galassie. A questa coppia e a NGC 3003 si aggiungono le galassie NGC 2970 e NGC 3021.

## Corpi celesti

### Supernova
Il 28 febbraio 1970, all'interno della galassia fu rilevata dall'astronomo svizzero Paul Wild dell'Università di Berna una supernova, di tipo ancora non determinato, successivamente denominata SN 1970L.